# Kreuzberger Nächte
Kreuzberger Nächte ist ein Lied der deutschen Musikgruppe Gebrüder Blattschuss aus dem Jahr 1978. Es ist ihre am höchsten in den deutschen Charts platzierte Singleveröffentlichung. Es gilt zudem als „inoffizielle Hymne West-Berlins“.

## Entstehung und Text
Kreuzberger Nächte wurde von Beppo Pohlmann geschrieben und von Uli Weigel produziert. Der Song war eigentlich als Parodie auf Stimmungslieder gedacht, entwickelte sich aber im deutschsprachigen Raum selbst zu einem Gassenhauer, Trink-, Karnevals- und Stimmungslied. Beppo Pohlmann sagte: „Aber plötzlich waren wir für die ZDF-Hitparade qualifiziert, dabei wollten wir da gar nicht hin“. Die Band spielte den Song ursprünglich als „Rausschmeißer-Nummer“ auf ihren Konzerten. Da den Musikern für ihr Album Bla-Bla-Blattschuss noch ein Titel fehlte, griffen sie auf Kreuzberger Nächte zurück.
Der Songtext beschreibt, wie der Protagonist zunächst allein in einer Kneipe sitzt, dann gesellen sich weitere Menschen hinzu und eine Feier beginnt. Auch werden einige politische Anspielungen gemacht: „Ein Rentner ruft: ‚ihr solltet euch was schäm’!‘ / Ein andrer meint, das liege alles am System. / Das ist so krank wie meine Leber, sag ich barsch. / Die zwölf Semester war'n doch nicht so ganz umsonst.“ An dieser Stelle wird der eigentlich erwartete Reim durch eine harmlosere Entsprechung ersetzt. Der Refrain lautet dann lediglich: „Kreuzberger Nächte sind lang / Kreuzberger Nächte sind lang / Erst fang'n sie janz langsam an / Aber dann, aber dann.“

## Veröffentlichung und Rezeption
Kreuzberger Nächte wurde im März 1978 produziert und auf dem Studioalbum Bla-Bla-Blattschuss im selben Jahr veröffentlicht. Weiter wurde eine 4-Track-Promotion-EP für Radiostationen mit dem Lied verteilt. Nachdem das Lied vielfach im Radio lief, wurde Kreuzberger Nächte im Sommer 1978 auch als Single veröffentlicht. Die Single verkaufte sich so gut, dass sie sich für die ZDF-Hitparade qualifizierte.
In der ZDF-Hitparade trat die Gruppe mit dem Lied 1978 dreimal auf. Erstmals war sie am 18. September 1978 auf Platz 20 platziert, jedoch nicht in der Sendung. Am 16. Oktober 1978 (Platz 16) sang sie es erstmals in der Sendung. Am 13. November 1978 (Platz sieben) sowie am 11. Dezember 1978 (Platz eins) führte die Gruppe das Lied erneut auf. Auch in den folgenden drei Sendungen bis zum 5. März 1979 erreichte der Song jeweils Platz eins und die Band führte ihn jeweils wieder auf. In den beiden anschließenden Ausgaben war der Titel auf Platz fünf und 17 platziert, die Gruppe jedoch nicht mehr in der Sendung. Insgesamt war das Lied so viermal in Folge auf Platz eins und beinah ein Dreivierteljahr in der Sendung präsent, ebenso wie bei weiteren Fernsehauftritten – so bei disco im ZDF am 30. Oktober 1978. In der Themen-Ausgabe der ZDF-Hitparade Hits der Karnevalszeit am 23. Januar 1997 sang sie ihn erneut. Später erschien der Song auf zahlreichen Kompilationen.
In Deutschland platzierte sich das Lied auf Platz zwei der Singlecharts und hielt sich insgesamt 24 Wochen darin. In Österreich erreichte es Platz 15 und in der Schweiz Platz sieben. 1979 wurde die Single in Deutschland für über 250.000 verkaufter Einheiten mit einer Goldenen Schallplatte ausgezeichnet, damit zählt Kreuzberger Nächte zu den meistverkauften Schlagern des Landes. Quellenangaben zufolge verkaufte sich die Single im deutschsprachigen Raum über 800.000 Mal.

## Trivia
Das Lied diente zur Charakterisierung einer mathematischen Funktion, die ökonomische Prozesse beschreiben soll.

## Coverversionen (Auswahl)
Coverversionen erschienen unter anderem von:
- Arie Ribbens (Brabantse nachten zijn lang)
- Chriss Tuxi (Bierkönig Nächte sind lang)
- Grand Jojo (On a soif!)
- Tom Angelripper
- Franz Lambert
- Nero Brandenburg (Kreuzberger Tage sind lang)
- Dieter Thomas Kuhn & Band
- Tollhaus (Tollhäuser Nächte)
- Orchester Kai Warner
- Schorsch Wedding & Co.
- Orchester Udo Reichel
- Rogers
- Glenys Lynne (Suidwes-Namibië en jy)